# Pseudochromadora galeata
Pseudochromadora galeata is een rondwormensoort. De wetenschappelijke naam van de soort is voor het eerst geldig gepubliceerd in 2006 door Verschelde, Nicholas & Vincx.